# Елче
Елче (шп. Elche, кат. Elx) град је у Шпанији у Валенсијанској покрајини у провинцији Аликанте.
Град је познат по својим баштама палми, а највећа, Ел Палмерал, је од 2000. године под заштитом Унеска

## Географија
Елће се налази 20 km југозападно од Аликантеа и Коста Бланке на реци Виналопо. Град има 208.000 становника.

## Историја
На овом месту 600. година п. н. е. Ибери су населили град Хелике. Јужно од данашњег града 4. августа 1897. године пронађена је биста из иберског доба. Она је позната под именом Дама из Елче и изложена је у Народном археолошком музеју у Мадриду. Након што је Римско царство освојило град, Елче је наставио да се развија. Мавари су освојили Шпанију у 8. веку и тада дали граду његово данашње име.

## Становништво
Према процени, у граду је 2008. живело 228.348 становника.

| 1981.   | 1989.   | 1991.   | 2001.   | 2002.   |
| ------- | ------- | ------- | ------- | ------- |
| 164.779 | 188.062 | 188.062 | 198.190 | 194.767 |

## Партнерски градови
- Тулуза
- Хака
- Оран
- Суботица
- Сан Бартоломе де Тирахана